# 県道201号 (台湾)
県道201号（けんどう201ごう）は、澎湖県馬公市興仁から同市風櫃を結ぶ、全長10.579kmの台湾の県道。

## 通過する自治体
- 澎湖県
  - 馬公市

## 接続する道路
- 県道204号

## 施設
- 五徳国小学校
- 澎南国小学校
- 蒔裡国小学校
- 風櫃国小学校